# ادمانتینا
ادمانتینا (به پرتغالی: Adamantina) یک شهر و municipality of Brazil در برزیل است که در ایالت سائوپائولو واقع شده‌است.

## خصوصیات
ادمانتینا ۴۱۱٫۷۸ کیلومترمربع مساحت و ۳۴٬۲۱۸ نفر جمعیت دارد و ۴۰۱ متر بالاتر از سطح دریا واقع شده‌است.